# ヒューム・ロング

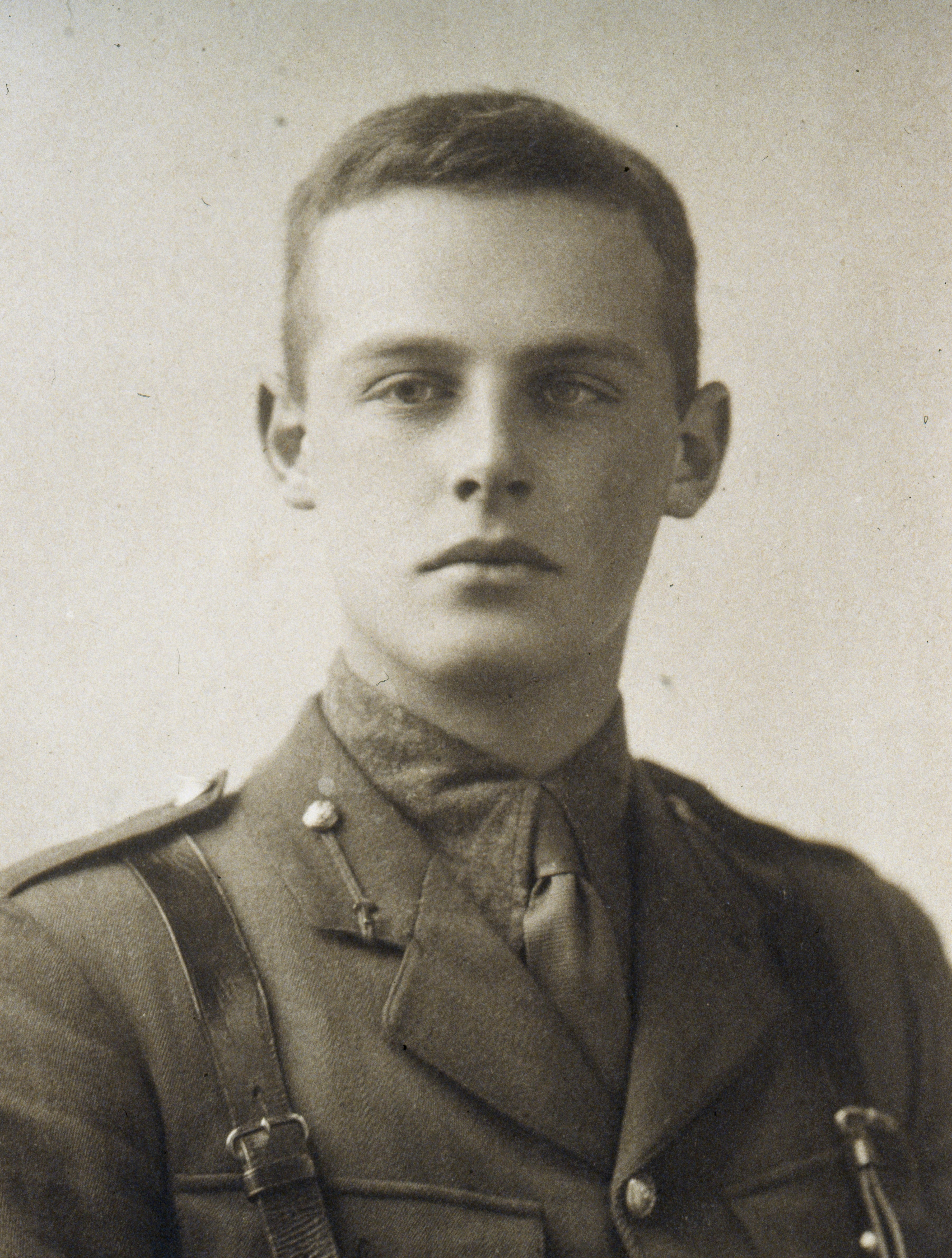
ヒューム・ロング（1915年）

ハンフリー・ヒューム・ロング（Humphrey Hume Wrong, 1894年9月10日 - 1954年1月24日）は、カナダの歴史家、大学教授、外交官、駐アメリカ大使である。トロントで生まれ、オタワで亡くなった。
オンタリオ州首相のエドワード・ブレイクの孫であり、歴史家のジョージ・ロングの息子である。ロングはリドリー・カレッジ高校を卒業し、その後、トロント大学を卒業した。大学ではカッパ・アルファ・ソサエティに所属していた。また短期間ではあるがイギリス海外派遣軍にも参加している。その後オックスフォード大学大学院に進学し、1921年にはトロント大学の歴史学教授になった。
ロングは1920年代後半に新たに拡大されたカナダ外務省に加わった。同時期に入省したメンバーの中には、レスター・ピアソン、ノーマン・ロバートソン、ヒュー・キーンリーサイドのような後にスター外交官になるような人物がいた。こうした外務省の拡大政策はオスカー・スケルトン次官の手によるものである。
ロングは1920年代にワシントンD.C.で新たに開設されたカナダ公使館で一等書記官となり、国際連盟でも働いている。1938年にはエビアン会議でカナダ代表を務めた。1946年には駐アメリカ大使としてワシントンD.C.に赴任し、1953年まで務めた。彼はそこで毎日のように北大西洋条約の交渉に取り組んだ。これは後にNATOに結実している。彼はNATO事務次長に指名されていたが、他界したことで実現しなかった。
ロングはケベック州ウェイクフィールドのマクラーレン墓地に埋葬されている。そこには同僚であり友人であったノーマン・ロバートソンとレスター・ピアソンも眠っている。